# Taraxacum albulense
Taraxacum albulense — вид квіткових рослин з родини айстрових (Asteraceae). Вид зростає в Європі: Австрія, Франція, Німеччина, Польща, Швейцарія; це багаторічна рослина помірних біомів.
Рослина 10–20 см заввишки, ніжна. Листки випростані, середньо-зелені, голі; ніжка листка зелена, вузька, безкрила, лише на зовнішніх листках злегка крилата; бічних часток зовнішніх листків 4–5, коротко трикутні, розширені горизонтально, цілісні краї; кінцеві частки листка трикутні зі злегка язикоподібним кінчиком; внутрішні листки чітко відрізняються (гетерофілісти!), з 5–7 дуже вузькими  довгі, частками, які загострені бічні частки, вони дуже щільно розташовані. Обгортка оливково-зелена. Зовнішні приквітки оливково-зелені, вертикальні з загнутими кінчиками, вузькі, (1.5)2–3 мм завширшки, близько 7 мм завдовжки, з вузькими білими краями.